# Треви
Тре́ви (итал. Trevi) — коммуна в Италии, располагается в регионе Умбрия, в провинции Перуджа.
Население составляет 8176 человек (2008 год), плотность населения составляет 115 чел./км². Занимает площадь 71 км². Почтовый индекс — 6039. Телефонный код — 0742.
Покровителем коммуны почитается святой Эмилиан из Треви, празднование 28 января.

## Демография
Динамика населения:

## Администрация коммуны
- Официальный сайт: http://www.comune.trevi.pg.it/